# Ictiobus
Genre
Ictiobus est un genre de poissons téléostéens de la famille des Catostomidae et de l'ordre des Cypriniformes.

## Liste des espèces
Selon FishBase (16 juillet 2015), ce genre est représenté par 5 espèces :
- Ictiobus bubalus (Rafinesque, 1818)
- Ictiobus cyprinellus (Valenciennes in Cuvier and Valenciennes, 1844) - Poisson buffalo. L'espérance de vie estimée de l’espèce est de 26 ans. Pourtant, l'age de l'un d'eux a été estimé à 112 ans[2].
- Ictiobus labiosus (Meek, 1904)
- Ictiobus meridionalis (Günther, 1868)
- Ictiobus niger (Rafinesque, 1819)

## Galerie

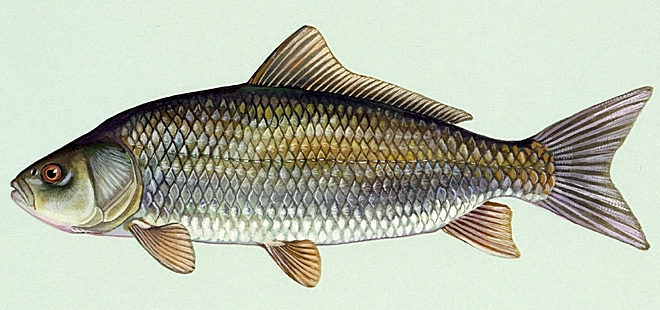
Ictiobus cyprinellus
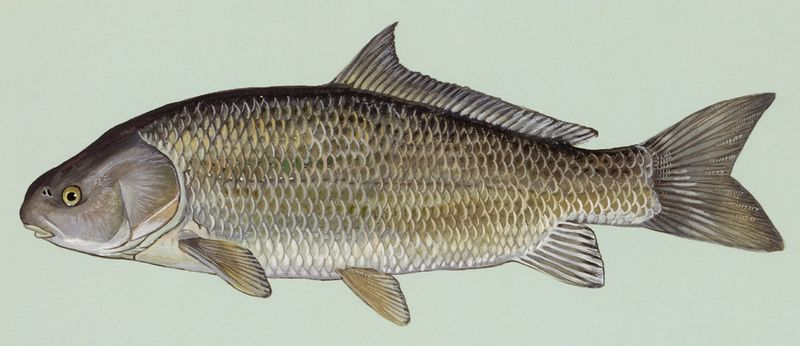
Ictiobus niger